# ランスキー アメリカが最も恐れた男
『ランスキー　アメリカが最も恐れた男』（英: Lansky）は1999年にテレビ向けに製作されたアメリカの犯罪ドラマ映画である。監督はジョン・マクノートン。
リチャード・ドレイファスが有名なギャングであるマイヤー・ランスキーの役を、エリック・ロバーツがベンジャミン・シーゲル役を、ライアン・メリマンが若いころのランスキーの役をそれぞれ演じている。

## 出演
- リチャード・ドレイファス
- エリック・ロバーツ
- アンソニー・ラパリア
- マックス・パーリック
- ビヴァリー・ダンジェロ
- マシュー・セトル
- イリアナ・ダグラス
- フランシス・ギナン
- スタンリー・デサンティス
- ジェフ・ペリー
- ロン・パーキンス
- ピーター・シラグサ
- オクタヴィア・スペンサー
- クリストファー・マークエット
- ライアン・メリマン
- ロン・ギルバート
- ディーン・ノリス